# Низянка
Низянка — посёлок в Чернышковском районе Волгоградской области. Входит в состав Басакинского сельского поселения.

## География
Населённый пункт расположен на Донской равнине на юго-западе области, возле административных границ с Морозовским и Цимлянским районами, в 25 км северо-западнее посёлка Басакин и находится на р. Россошь. Река возле хутора запружена.
Площадь — 3 га.
Уличная сеть состоит из трёх географических объектов: Тополиный переулок, ул. Зелёная и ул. Лесная.
Географическое положение
Расстояние до
- центра сельсовета: Басакин — 25 км;
- районного центра: Чернышковский — 49 км;
- областного центра: Волгоград — 196 км;

Ближайшие населённые пункты
Севастьянов (расстояние — 4 км), Чекалов (5 км), Черкасский (7 км), Россошанский (7 км), Чекомасьев (9 км), Комсомольский (10 км), Чистые Пруды (10 км), Раздольный (10 км).

## Население
| 2010 |
| ---- |
| 30   |

Гендерный состав
По данным Всероссийской переписи населения 2010 года в гендерной структуре населения из 30 человек мужчин 18, женщин — 12 (60,0 % и 40,0 % соответственно).
Национальный состав
Согласно результатам переписи 2002 года, в национальной структуре населения
русские составляли 83 % из общей численности населения в 48 человек

## Инфраструктура
Действовала начальная школа (МОУ Низянская начальная общеобразовательная школа ликвидирована).